# Коља Милуновић
Никола Коља Милуновић (Београд, 4. октобар 1935 — Београд, 29. јул 2016) био је српски вајар.

## Биографија
Рођен је 4. октобра 1935. године у Београду. Дипломирао је вајарство на Факултету ликовних уметности Универзитета уметности у Београду 1959. у класи Илије Коларевића. Током студија је путовао у Француску, Грчку, Италију и Холандију. Члан Удружења ликовних уметника Србије је постао 1961. године.
Самостално је излагао у галерији Коларчевог универзитета 1966. Излагао је на групним изложбама у Октобарском салону 1961, 1963, 1966. и 1968, изложби скулптура у слободном простору у Београду 1963—1966, 1969, 1972. и 1973, изложбама „Млади београдски вајари” у салону Музеја савремене уметности у Београду 1964. и 1968, „Фантастика у цртежима београдских уметника” 1965, Међународној изложби скулптуре у Хагу 1966, изложбама скулптура „Четири југословенска вајара” у Хагу и Амстердаму, изложби „Троје београдских вајара” у Римини и Симпозијуму „Мермер и звуци” у Аранђеловцу 1967, Бијеналу у Бања Луци 1969. и изложби „Београдска скулптура” у Београду 1973. године.
Аутор је скулптуре Коњарник у Аранђеловцу 1967, споменика на Бањици 1969. и скулптуре „Аквариус” на Спортском центру Београда 1972.
Преминуо је 29. јула 2016. у Београду, а сахрањен је у Алеји заслужних грађана на Новом гробљу у Београду.